# 中島祥好
中島祥好（なかじま よしたか、1954年11月18日 - ）は日本の実験心理学者、九州大学教授である。